# Кармоліно
Кармо́ліно (рос. Кармолино) — присілок у складі Лосино-Петровського міського округу Московської області, Росія.

## Населення
Населення — 38 осіб (2010; 56 у 2002).
Національний склад (станом на 2002 рік):
- росіяни — 95 %